# Giovanni Dall'Orto
Giovanni Dall'Orto (nacido el 21 de julio de 1958 en Milán) es un periodista, escritor y activista LGBT, el historiador de temas LGBT más importante de Italia.
Como periodista, ha colaborado con la agencia de noticias Agenzia stampa sui problemi dell'emarginazione y con la editorial Edizioni Gruppo Abele. Posteriormente con diversas revistas, entre ellas Panorama, pero entre 1985 a 1998 sobre todo en la revista LGBT Babilonia, del que fue director entre 1997 y 1998. También trabajó para la revista Pride, de la que fue director entre 2000 y 2008.
Como activista, ha participado en la fundación de Associazione Solidarietà Aids de Milán, ha sido director de Arcigay de Milán y secretario de la asociación a nivel nacional. Su madre, Paola Dell'Orto, es presidenta del Associazione Genitori di Omosessuali (AGedO, «Asociación de padres de homosexuales»).

## Publicaciones
- Leggere omosessuale. Bibliografia, Edizioni Gruppo Abele, Torino 1983;
- Aids [en colaboración con el Dr. Riccardo Ferracini], Edizioni Gruppo Abele, Torino 1985 [cuatro ediciones];
- La pagina strappata. Interviste su omosessualità e cultura, Edizioni Gruppo Abele, Torino 1985;
- Figli diversi (en colaboración con su madre, Paola Dall'Orto), Sonda, Torino 1991 [cuarta edición: 1999];
- Manuale per coppie diverse, Editori Riuniti, Roma 1994 [dos ediciones];
- Tutta un'altra storia, il Saggiatore, Milán 2015.

También ha colaborado en la realización de dos enciclopedias LGBT:
- AA.VV. (1990).  Wayne R. Dynes, ed. Encyclopaedia of Homosexuality (en inglés). Warren Johansson, William Armstrong Percy, Stephen Donaldson. St. James Press. ISBN 9781558621473. Archivado desde el original el 10 de abril de 2014. Consultado el 5 de noviembre de 2011.; donde escribió las entradas: «l’Alcibiade fanczullo a scola», «poesía bernesca», «Dante Alighieri», «Giovanni Della Casa», «Marsilio Ficino», «poesía fidenciana», «homosexualidad mediterránea», «Pier Paolo Pasolini», «Sandro Penna», «Angelo Poliziano», «Renacimiento italiano», «Luigi Settembrini», «Benedetto Varchi» y «Venecia».
- AA.VV. (23 de noviembre de 2000).  Robert Aldrich, Garry Wotherspoon, ed. Who's Who in Gay and Lesbian History: From Antiquity to World War II (en inglés). Routledge. ISBN 978-0415159821. Consultado el 5 de noviembre de 2011.; donde escribió, entre otras, las entradas de «Giròlamo Balbo», «Francesco Beccuti», «Jàcopo Bonfàdio», «Renata Borgatti», «San Juan Bosco», «Filippo Buonaccorsi», «Carlo Carafa», «Caravaggio», «Benvenuto Cellini», «Niccolò Còsmico», «Domiciano», «Pròspero Farinacci», «Pier Luigi Farnese», «Marsilio Ficino», «Vicenzo Gémito», «Vittore Ghislandi», «Giuseppe Gorani», «Anton Francesco Grazzini», «Herodes Ático», «Julio II», «Julio III», «Brunetto Latini», «León X», «Giovanni Gastone de Medici», «Marc-Antoine Muret», «Giovanni Pico», «Jiacopo Carucci da Pontormo», «Ottone Rosai», «Luigi Settembrini», «Tommaso Sgricci», «Sixto IV», «El Sodoma» y «Benedetto Varchi».